# Istenért, hazáért
Istenért, hazáért je hudební album skupiny Kárpátia. Vydáno bylo v roce 2007.

## Seznam skladeb
1. Csak egy nap az élet (2:57)
2. Magyarnak születtem (2:44)
3. Jó lenne! (3:00)
4. Hallottam nagy hírét! (3:06)
5. Barátom, mondd, merre vagy? (3:19)
6. Ásó, kapa, nagyharang (3:07)
7. Tábori posta (3:59)
8. A Jászságban, a Kunságon (3:04)
9. A világtól elzárva (3:48)
10. Árpád apánk induló (3:05)
11. Erdély szabad! (2:27)
12. Szózat (3:27)